# 菊川しおり
菊川 しおり（きくかわ しおり、1995年10月20日 -  ）は福岡県出身のタレント。 株式会社ロコプロダクション所属。
2017年6月頃に「白川 古都（しらかわ こと）」から改名。
株式会社ロコプロダクションが東京事務所（ロコプロ東京）を開設したのに伴い、福岡事務所（ロコプロ福岡）のトップタレントとして活動。
SHOWROOM配信で自身の愛称（呼び名）を募集しアンケートをとったのにもかかわらず、多くの案が出されてしまい、結局は「自由に呼んでいい」と決定する。
サンヨー食品「和ラー 博多 鶏の水炊風」で、波瑠と共演。